# Nizozemsko na Hopmanově poháru
Nizozemsko se účastnilo Hopmanova poháru celkem osmkrát, z čehož nejlepší výsledek podalo v roce 2006, kdy se dostalo do finále.

## Tenisté
Tabulka uvádí seznam nizozemských tenistů, kteří reprezentovali organizaci na Hopmanově poháru.
| Jméno                 | Celkem V-P | Dvouhra V-P | Čtyřhra V-P | Poprvé | Počet startů |
| Michiel Schepers      | 2–2        | 0–2         | 2-0         | 1990   | 2            |
| Brenda Schultz        | 5-9        | 3-4         | 2-5         | 1990   | 4            |
| Manon Bollegraf       | 1-1        | 0-1         | 1–0         | 1991   | 1            |
| Richard Krajicek      | 5-5        | 4–1         | 1-4         | 1992   | 2            |
| Miriams Oreams        | 0-2        | 0-1         | 0-1         | 1994   | 1            |
| Jan Siemerink         | 0-2        | 0-1         | 0-1         | 1994   | 1            |
| Tom Nijssen           | 0-2        | 0-1         | 0-1         | 1995   | 1            |
| Michaëlla Krajiceková | 9-9        | 4-5         | 5-4         | 2005   | 2            |
| Peter Wessels         | 11–7       | 6–3         | 5–4         | 2005   | 2            |

## Výsledky
| Rok  | Fáze soutěže         | Místo konání         | Soupeř        | Výsledek | Stav   |
| ---- | -------------------- | -------------------- | ------------- | -------- | ------ |
| 1990 | První kolo           | Burswood Dome, Perth | Francie       | 1–2      | Prohra |
| 1991 | První kolo           | Burswood Dome, Perth | Francie       | 1–2      | Prohra |
| 1992 | První kolo           | Burswood Dome, Perth | Austrálie     | 3-0      | Výhra  |
| 1992 | Čtvrtfinále          | Burswood Dome, Perth | Austrálie     | 1-2      | Prohra |
| 1994 | První kolo           | Burswood Dome, Perth | Švýcarsko     | 0-3      | Prohra |
| 1995 | První kolo           | Burswood Dome, Perth | Francie       | 1–2      | Prohra |
| 1996 | Základní skupina     | Burswood Dome, Perth | Německo       | 1–2      | Prohra |
| 1996 | Základní skupina     | Burswood Dome, Perth | Švýcarsko     | 1-2      | Prohra |
| 1996 | Základní skupina     | Burswood Dome, Perth | Austrálie     | 1–2      | Prohra |
| 2005 | Kvalifikace play-off | Burswood Dome, Perth | Zimbabwe      | 2-1      | Výhra  |
| 2005 | Základní skupina     | Burswood Dome, Perth | Austrálie     | 2-1      | Výhra  |
| 2005 | Základní skupina     | Burswood Dome, Perth | Slovensko     | 0-3      | Prohra |
| 2005 | Základní skupina     | Burswood Dome, Perth | Spojené státy | 1–2      | Prohra |
| 2006 | Kvalifikace play-off | Burswood Dome, Perth | Čína          | 2-1      | Výhra  |
| 2006 | Základní skupina     | Burswood Dome, Perth | Argentina     | 2-1      | Výhra  |
| 2006 | Základní skupina     | Burswood Dome, Perth | Austrálie     | 2-1      | Výhra  |
| 2006 | Základní skupina     | Burswood Dome, Perth | Německo       | 3-0      | Výhra  |
| 2006 | Finále               | Burswood Dome, Perth | Spojené státy | 1-2      | Prohra |